# Badowacho
Badowacho är ett distrikt i Etiopien.   Det ligger i zonen Hadiya och regionen Ye Debub Biheroch Bihereseboch na Hizboch, i den centrala delen av landet, 230 km söder om huvudstaden Addis Abeba.